# Віньйола (провінція Модена)
Віньйола (італ. Vignola) — муніципалітет в Італії, у регіоні Емілія-Романья,  провінція Модена.
Віньйола розташована на відстані близько 320 км на північний захід від Рима, 28 км на захід від Болоньї, 20 км на південь від Модени.
Населення — 25 244 особи (2014).
Щорічний фестиваль відбувається 13 жовтня. Покровитель — Santi Nazario e Celso.

## Демографія
Населення за роками:

Станом на 1 січня 2023 року в муніципалітеті офіційно проживало 4797 іноземців з 66 країн, серед них 443 громадяни країн Євросоюзу та 205 громадян України.

## Сусідні муніципалітети
- Кастельветро-ді-Модена
- Марано-суль-Панаро
- Савіньяно-суль-Панаро
- Спіламберто